# Roger Smith (Autor)
Roger Smith alias James Rayburn und Max Wilde (* 1960 in Johannesburg) ist ein südafrikanischer Schriftsteller.

## Leben
Roger Smith arbeitete als Drehbuchautor, Regisseur und Filmproduzent. Thema seiner Kriminalromane ist die Gewalt in der südafrikanischen Gesellschaft; sie spielen in seiner Wahlheimat Kapstadt, teilweise in den Cape Flats. Smith möchte mit seinen Werken insbesondere auf die Kluft zwischen Reich und Arm und die daraus resultierende Gewalt in Südafrika hinweisen. Seit 2012 schreibt er unter den Pseudonymen Max Wilde und James Rayburn auch Horror-Romane und Spionage-Thriller.

## Romane
- Mixed Blood, 2009.
  - Kap der Finsternis, dt. von Jürgen Bürger und Peter Torberg, Tropen, Stuttgart 2009, ISBN 978-3-608-50202-2.
- Wake Up Dead, 2010.
  - Blutiges Erwachen, dt. von Jürgen Bürger und Peter Torberg, Tropen, Stuttgart 2010, ISBN 978-3-608-50206-0.
- Dust Devils, 2011.
  - Staubige Hölle, dt. von Jürgen Bürger und Peter Torberg; Tropen, Stuttgart 2011, ISBN 978-3-608-50210-7.
- Capture, 2012.
  - Stiller Tod, dt. von Ulrike Wasel und Klaus Timmermann; Tropen, Stuttgart 2012, ISBN 978-3-608-50132-2.
- Ishmael Toffee (Novelle), 2012.
  - Ishmael Toffee, dt. von Simone Salitter; Tropen, Stuttgart 2014, ISBN 978-3-608-10606-0.
- Vile Blood (unter dem Pseudonym Max Wilde), 2012.
  - Schwarzes Blut, dt. von Kristof Kurz; Heyne, München 2013, ISBN 978-3-453-67643-5.
- Sacrifices, 2013.
  - Leichtes Opfer, dt. von Ulrike Wasel und Klaus Timmermann; Tropen, Stuttgart 2015, ISBN 978-3-608-50136-0.
- Man Down, 2014.
  - Mann am Boden, dt. von Ulrike Wasel und Klaus Timmermann; Tropen, Stuttgart 2018, ISBN 978-3-608-50217-6.
- Nowhere, 2016
- The Truth Itself, 2016.
  - Sie werden dich finden, dt. von Ulrike Wasel und Klaus Timmermann; Tropen, Stuttgart 2017, ISBN 978-3-608-50378-4.

## Auszeichnungen
- 2010: Krimi des Jahres 2009 (Platz 1) in der KrimiWelt-Bestenliste für Kap der Finsternis
- 2010: 2. Platz Deutscher Krimi-Preis für Kap der Finsternis
- 2011: Platz 9 in der KrimiWelt-Bestenliste 2010 für Blutiges Erwachen